# Гимн Филиппин
Гимн Филиппин — композиция под названием «Lupang Hinirang» (Избранная земля). Автор музыки — композитор Хулиан Фелипе, слова — перевод на филиппинский язык стихотворения «Филиппины», написанного на испанском языке поэтом Хосе Пальмой.

## Название
Название гимна — Lupang Hinirang — дословно переводится как «избранная земля», однако часто гимн неверно называют «Любимая земля» (англ. Beloved Land) по переводу первой строки.

## Текст
Язык гимна — тагальский, в соответствии с республиканским законом он должен исполняться только на национальном языке; за нарушение этого предусмотрены санкции.

Bayang magiliw

Perlas ng Silanganan,

Alab ng puso

Sa dibdib mo’y buhay.

Lupang hinirang,

Duyan ka ng magiting,

Sa manlulupig,

'Di ka pasisiil.

Sa dagat at bundok,

Sa simoy at sa langit mong bughaw,

May dilag ang tula at awit

Sa paglayang minamahal.

Ang kislap ng watawat mo’y

Tagumpay na nagniningning,

Ang bituin at araw niya

Kailan pa ma’y 'di magdidilim.

Lupa ng araw, ng luwalhati’t pagsinta,

Buhay ay langit sa piling mo;

Aming ligaya, na 'pag may mang-aapi

Ang mamatay nang dahil sa 'yo.

## Буквальный перевод с тагальского оригинала
Любимая страна,

Жемчужина Востока,

Пылающее сердце

В твоей груди вечно живо.

Избранная страна,

Ты — колыбель храбрецов,

Захватчикам ты

Не сдашься никогда.

В морях и в горах,

В воздухе и в синеве небес,

Всюду слава в стихах,

И песня о милой свободе.

Искра на твоём флаге -

Блистательная победа,

Его звёзды и солнце

Будут вечны, никогда не угаснут.

Страна солнца, славы и нашей любви,

Жизнь в твоих объятиях — рай небесный;

Для нас радость, если придут поработители,

Умереть ради тебя.